# Escrennes
Escrennes – miejscowość i gmina we Francji, w Regionie Centralnym, w departamencie Loiret.
Według danych na rok 1990 gminę zamieszkiwały 614 osoby, a gęstość zaludnienia wynosiła 53 osoby/km² (wśród 1842 gmin Centre, Escrennes plasuje się na 596. miejscu pod względem liczby ludności, natomiast pod względem powierzchni na miejscu 1062.).